# 어 솔져스 하트
《어 솔져스 하트》(영어: A Soldier's Heart)는 2020년 방영된 필리핀의 드라마이다.

## 출연진
- 제럴드 앤더슨 - 알렉산더 "알렉스" 마라시간
- 카를로 아퀴노 - 아브라함 "아베" 캄룬
- 빈 아브레니카 - 엘머 마라시간
- 엘모 마갈로나 - 제트로 몬데하르
- 제롬 폰세 - 필립 "필" 팡아니반
- 이베스 플로레스 - 벤자민 "벤지에" 아르구엘레스
- 내쉬 아구아스 - 마이클 멘도사
- 수 라미레즈 - 러드 바칼소